# The Sting!
The Sting! est un jeu vidéo d'action développé par Neo Software et édité par JoWooD Entertainment, sorti en 2001 sur Windows.
Il fait suite à The Clue!.

## Système de jeu
Le joueur incarne Matt Tucker, un célèbre voleur, en vue 3D à la troisième personne.

## Accueil
- Jeuxvideo.com : 12/20[1]